# کاندلو، نیو ساوت ولز
کاندلو (به انگلیسی: Candelo) یک شهرک در استرالیا است که در نیو ساوت ولز واقع شده‌است.